# فرودگاه بین‌المللی لیندن پیندلینگ
فرودگاه بین‌المللی لیندن پیندلینگ (به انگلیسی: Lynden Pindling International Airport) یک فرودگاه همگانی باربری با کد یاتا NAS است که یک باند فرود آسفالت دارد و طول باند آن ۳۳۵۸ متر است. این فرودگاه در شهر ناسائو کشور باهاماس قرار دارد .

## شرکت‌های هواپیمایی و مقصدهای پروازی

### مسافری
| شرکت‌های هواپیمایی    | مقصدهای پروازی |
| -------------------- | --- |
| ایر کانادا           | فصلی: مونترآل-پییر الیوت ترودو (برقراری مجدد از ۳۰ دسامبر ۲۰۱۷) |
| ایر کانادا روژ       | پیرسون تورنتو |
| امریکن ایرلاینز      | شارلوت داگلاس فصلی: دالاس-فورت ورث، فیلادلفیا |
| امریکن ایگل          | میامی فصلی: فیلادلفیا، ملی رونالد ریگان واشینگتن |
| Bahamasair           | اوهر شیکاگو (آغاز از ۲۴ نوامبر ۲۰۱۷)، سان سالوادور، کولنل هیل، دادمانس کی، فورت لادردیل–هالیوود، گرند باهاما، اکسوما، گورنرس هاربر، خوزه مارتی، جرج بوش (آغاز از ۱۵ نوامبر ۲۰۱۷)، مارش هاربر، ایناگوا، میامی, نورث الوثرا، اورلاندو، توسن لوورتور، پراویدنشیالز، راک ساند، اسپرینگ پوینت، تمپا، ترژر کی، پام بیچ |
| بریتیش ایرویز        | اوون رابرتس، هیترو لندن |
| کاریبین ایرلاینز     | نورمن مانلی، پیارکو |
| کوندور فلوگدینست     | فرانکفورت (آغاز از ۶ نوامبر ۲۰۱۷) |
| کوپا ایرلاینز        | توکومن |
| هواپیمایی کوبا       | خوزه مارتی |
| دلتا ایرلاینز        | هارتسفیلد-جکسون آتلانتا، جان اف کندی فصلی: متروپولیتن شهرستان وین دیترویت، مینیاپولیس−سنت پل |
| دلتا کانکشن          | فصلی: لوگان |
| Flamingo Air         | استانیل کی |
| IBC Airways          | هوگو چاوز، فورت لادردیل–هالیوود |
| اینترکارابین ایرویز  | پراویدنشیالز |
| جت‌بلو                | لوگان، فورت لادردیل–هالیوود، جان اف کندی، اورلاندو، ملی رونالد ریگان واشینگتن |
| پیناپل ایر           | چاب کی، کولنل هیل، دادمانس کی، استلا ماریس، اسپرینگ پوینت |
| سیلور ایرویز         | ساوثوست فلوریدا، جکسنویل، تمپا، پام بیچ |
| SkyBahamas Airlines  | آرتورز تاون، فورت لادردیل–هالیوود، گرند باهاما، اکسوما، مارش هاربر، نیو بایت، سان سالوادور |
| Southern Air Charter | دادمانس کی، گورنرس هاربر، استلا ماریس، نورث الوثرا |
| ساوت‌وست ایرلاینز     | ثرگود مارشال بالتیمور واشینگتن، فورت لادردیل–هالیوود |
| Sun Country Airlines | فصلی: مینیاپولیس−سنت پل |
| سان‌وینگ ایرلاینز     | پیرسون تورنتو |
| یونایتد ایرلاینز     | جرج بوش، لیبرتی نیوآرک فصلی: اوهر شیکاگو |
| یونایتد اکسپرس       | فصلی: اوهر شیکاگو، دالس واشینگتن |
| Western Air          | اندرس تاون، کانگوو تاون، گرند باهاما، اکسوما، کلرنس برندزینو باین، مارش هاربر، سن اندرس، سوت بیمینی |
| وست جت               | پیرسون تورنتو فصلی: کالگری |

### باری
| شرکت‌های هواپیمایی | مقصدهای پروازی |
| ----------------- | -------------- |
| IBC Airways       | میامی          |
| اسکای‌ویز          | فصلی: سیباو    |